# Massimo Taibi
Massimo Taibi (* 19. Februar 1970 in Palermo, Italien) ist ein ehemaliger italienischer Fußballspieler.

## Karriere
Taibi begann mit dem Profifußball bei Polisportiva Licata. Nach einer Leihe zu Trento Calcio 1921 wechselte er zum AC Mailand, für den er jedoch vorerst nicht zum Einsatz kam. Nach einer Leihe zu Como Calcio, wo er regelmäßig spielte, folgte der Wechsel zu Piacenza Calcio. Für Piacenza absolvierte er in fünf Jahren 177 Partien und war unangefochtener Stammtorwart. Nach den guten Leistungen bei Piacenza verpflichtete ihn Milan erneut. Nach einigen Einsätzen wurde er jedoch wieder verliehen, diesmal an den AC Venedig 1907.
Nach einigen guten Auftritten für Venedig wurde der englische Spitzenklub Manchester United auf Taibi aufmerksam. So wechselte er im Sommer 1999 zu Man United. Nach elf Gegentoren in vier Ligaspielen sowie einem schweren Patzer wurde er nicht weiter berücksichtigt. Dies führte zu einem Wechsel zurück nach Italien: Im Januar 2000 nahm ihn Reggina Calcio auf. Dort konnte er in 52 Spielen nicht nur überzeugen, sondern als Torwart auch ein Tor erzielen. 2001 zog es Taibi zu Atalanta Bergamo, wo er in vier Jahren 131 Spiele bestritt. Nach zwei weiteren Jahren beim FC Turin ließ er von 2007 bis 2009 seine Karriere bei Ascoli Calcio ausklingen.

## Erfolge
- UEFA Super Cup: 1990
- Weltpokal: 1990, 1999
- Italienischer Serie-B-Meister: 1994/95